# Langzaamwasser

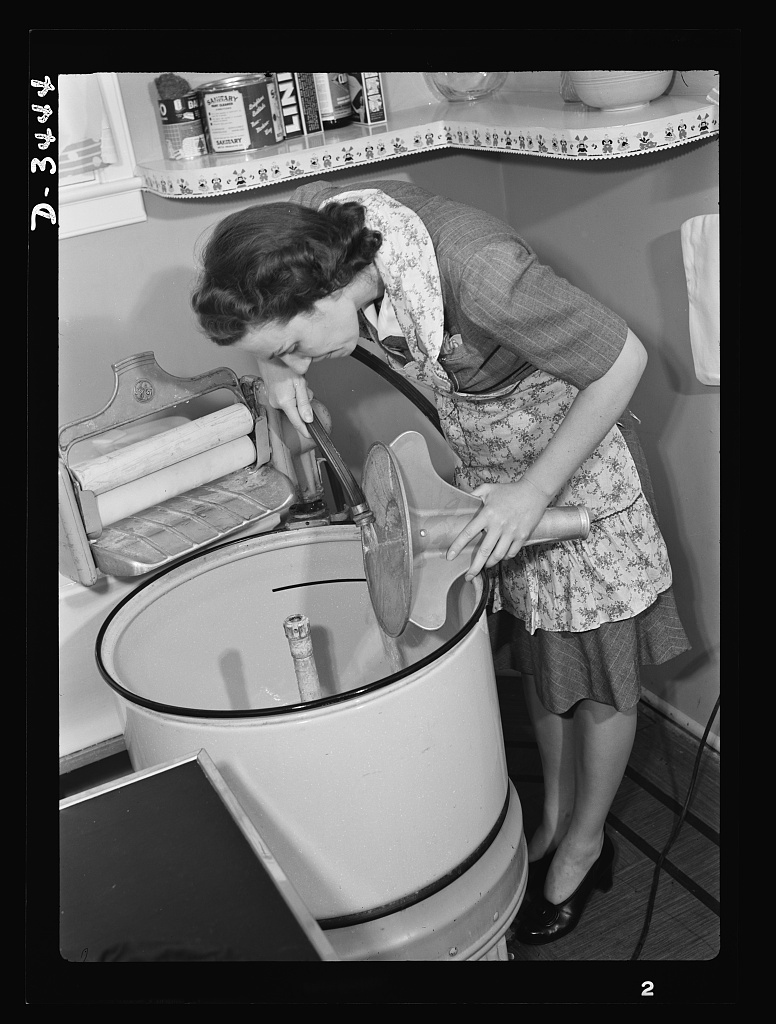
Langzaamwasser. Hier heeft de huisvrouw het draaiende onderdeel in haar hand, kennelijk om het schoon te maken of te smeren

De langzaamwasser was een vroege vorm van de wasmachine. Een langzaamwasser bestaat uit een open bak, met onderin een draaiend onderdeel met schoepen, een agitator, waarmee de was heen en weer bewogen wordt. Een ander type is de snelwasser, die sneller werkte, maar waarin het wasgoed ook zeer snel versleet.

## Werking
Om de langzaamwasser te gebruiken moest de huisvrouw de bak vullen met warm water. Bovendien moest zij er zelf zeep in aanbrengen, door bijvoorbeeld een stuk zeep in een zeepklopper met kracht door het water te bewegen. Daarna werd het vuile wasgoed in de bak gedaan en na enige tijd bewerken door de machine er weer uit gehaald. Om zoveel mogelijk water en zeep te besparen begon een zuinige huisvrouw met het witgoed. Daarna werd de bonte was in hetzelfde water gewassen en ten slotte de donkere was. Sommige langzaamwassers hadden een pomp, waarmee zij zichzelf leeg konden pompen. Het gebruikte water werd dan via een slang in de gootsteen weggepompt. Om de was na het wassen uit te spoelen, moest de huisvrouw hetzij het water vervangen, hetzij de was op een andere manier uitspoelen.

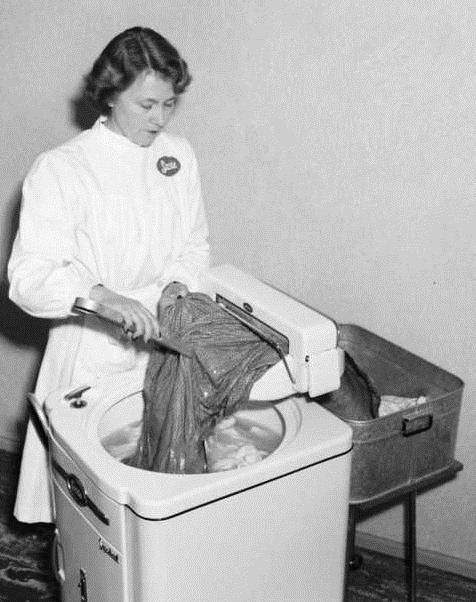
Gebruik van de wringer op de langzaamwasser. De vrouw gebruikt een houten tang, wellicht omdat het water te heet was om het wasgoed met de hand uit het sop te halen, of om haar huid te beschermen tegen de zeep

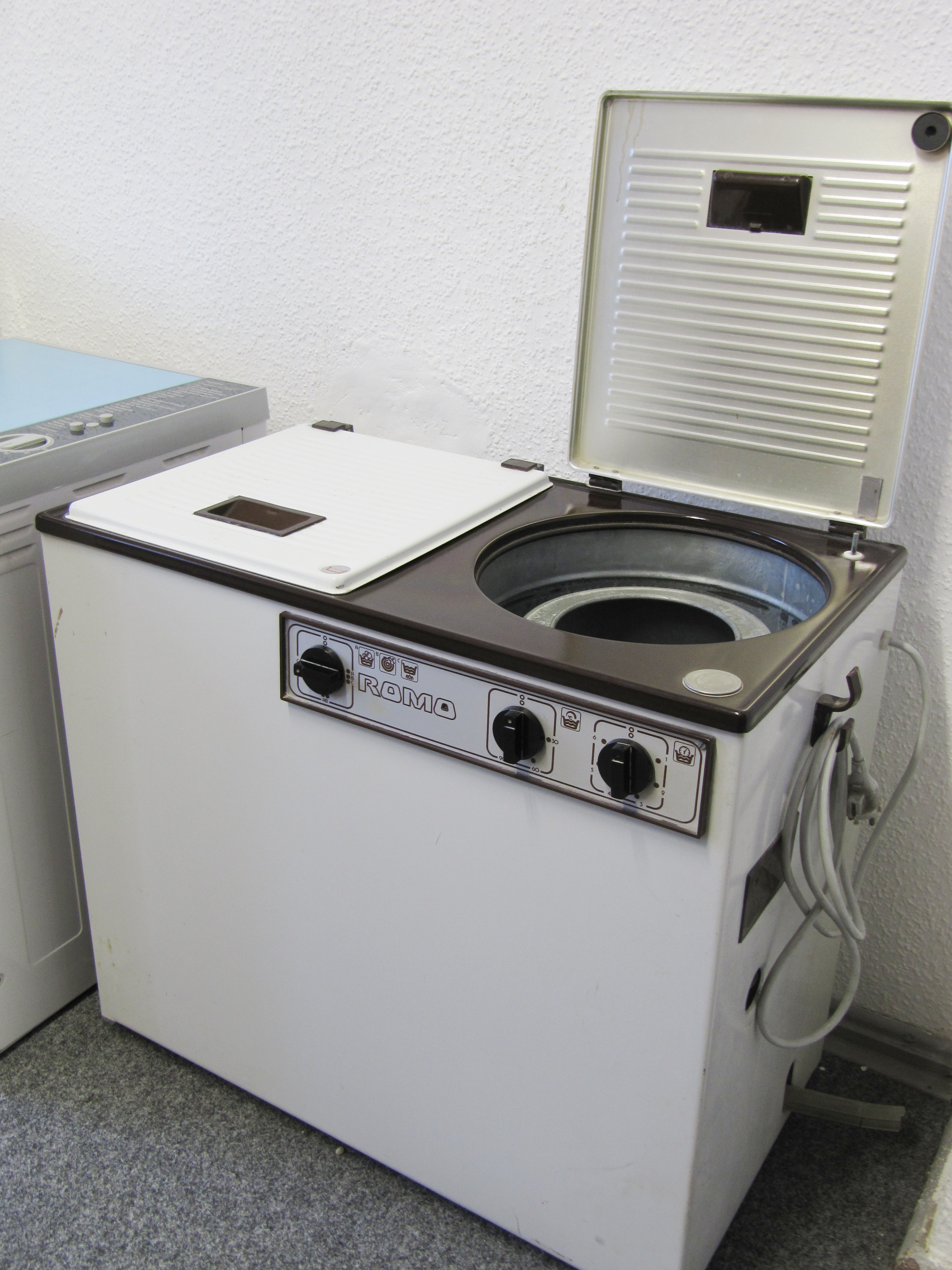
Langzaamwasser (links) uit de DDR, met centrifuge (bovenlader, hier met open deksel) in één apparaat

De langzaamwasser kon niet centrifugeren, omdat de bak zelf niet kon ronddraaien. Daarvoor was een aparte centrifuge nodig, of een wringer. Sommige langzaamwassers hadden naast de bak voor het wassen een aparte centrifuge binnen hetzelfde apparaat. Ook werd wel de wringer op de rand van de langzaamwasser gemonteerd, zodat het uitgewrongen zeepwater weer in de bak kon lopen. Latere langzaamwassers hadden een verwarmingselement met thermostaat, waarmee het water op temperatuur werd gebracht en gehouden.

## Geschiedenis
De langzaamwasser is in zijn eerste vorm in 1869 beschreven. De langzaamwasser is lang in gebruik geweest, maar werd in de loop van de 20e eeuw geheel vervangen door de wasautomaat. Met de langzaamwasser won de huisvrouw op zich weinig tijd, wel bleef haar nu het zware boen- en schrobwerk bespaard. 
Na de Tweede Wereldoorlog waren in Nederland nog acht van de tien wasmachines langzaamwassers.